# Wyspa Księcia Edwarda (Południowa Afryka)
Wyspa Księcia Edwarda (ang. Prince Edward Island, afr. Prins Eduard-eiland) – wyspa w archipelagu Wysp Księcia Edwarda na Oceanie Indyjskim. Należy do Republiki Południowej Afryki.

## Geografia
Niezamieszkana wyspa leży w odległości 1750 km od miasta Port Elizabeth na stałym lądzie, 19 km na północny wschód od innej wyspy archipelagu – Wyspy Mariona – i w przeciwieństwie do niej nie jest pokryta lodowcami. Wyspa Księcia Edwarda jest długa na 11 km (w kierunku wschód-zachód) i szeroka na około 6 km (w kierunku północ-południe). Jej powierzchnia to 45 km². Jest dawnym wulkanem tarczowym z licznymi mniejszymi kraterami i wznosi się na 672 m n.p.m. (najwyższy szczyt: Van Zinderen Bakker Peak). Na południowym wybrzeżu wznoszą się wysokie na 490 m klify. 

## Historia
Wyspę przypadkowo odkrył 4 marca 1663 roku holenderski żeglarz Barend Barendszoon Lam. Błędnie określił on jednak jej położenie, skutkiem czego wyspa została ponownie odkryta 13 stycznia 1772 roku przez Francuza Marca Josepha Marion du Frense. W grudniu 1776 roku dotarł tu także James Cook, który nazwał wyspę i cały archipelag imieniem księcia Edwarda, czwartego syna Jerzego III, ówczesnego króla Wielkiej Brytanii.